# Сестринівська Дача
Сестри́нівська Да́ча — ботанічний заказник загальнодержавного значення в Україні. Розташований у межах Козятинського району Вінницької області, на північний схід від міста Козятин, між селами Сестринівка, Іванківці та Вернигородок у верхів'ях річки Гнилоп'ять (кв. 8 Козятинсбкого лвсництва). 
Площа 48 га (у тому числі 0,3 га — просіки, 2 га — болота). Створений у 1982 році. Перебуває у віданні ДП «Хмільницьке лісове господарство». 

## Стисла характеристика
Охороняються діброва природного походження, зокрема дубовий ліс із дуба звичайного, ліщиновий (угруповання, занесене до Червоної книги України), що прилягає до річки Гуйви. Вздовж річки — заплавні ліси з вільхи чорної. У трав'яному покриві серед рідкісних видів трапляються черевички зозулині та любка дволиста, занесені до Червоної книги України.

## Детальний опис
За фізико-географічним районуванням України ця територія належить до Самгородсько-Липовецького району Північної області Придніпровської височини Дністровсько-Дніпровської лісостепової провінції Лісостепової зони. Для території, на якій розташовано заказник, характерними є хвилясті лесові рівнини з чорноземами типовими малогумусними. З геоморфологічної точки зору описувана територія являє собою хвилястую височину денудаційної рівнини.
Клімат території є помірно континентальним. Для нього характерне тривале, нежарке літо, і порівняно недовга, м'яка зима. Середня температура січня становить -6,5°... -6°С, липня +19°...+ 18,5°С. Річна кількість опадів складає 550-525 мм.
За геоботанічним районуванням України ця територія належить до Європейської широколистяної області, Подільсько-
Бесарабської провінції. Вінницького (Центральноподільського) округу.
Територія заказника розташована на похилому (3-6°) схилі плакору, що переходить в заплаву річки Гуйви. Основу рослинності складають грабово-дубові ліси яглицеві природного походження, віком 100-110 років, а також дубові ліси ліщиново-яглицеві та ліщиново-зірочникові аналогічного віку. В склад перелічених вище угруповань входять переважно неморальні мезофітні види, такі як яглиця звичайна, зірочник лісовий, копитняк європейський, маренка
пахуча, одинарних європейський, медунка темна. Слід відзначити, що в склад травостоя подекуди входять такі рідкісні в регіоні види, як медунка м'яка, анемона лісова, купальниця європейська.
Заказник було створено для охорони найрідкіснішої орхідеї регіона - венериних черевичків справжніх, внесених в Список рідкісних та зникаючих рослин Європи і в "Червону книгу України". Популяція даного виду нечисленна, нараховує дясятки особин, частина з яких добре квітує й плодоносить. Це - єдина популяція даного виду, що збереглася в наш час в області.
Крім венериних черевичків, в заказнику також є види, занесені В "Червону книгу України": підсніжник білосніжний, любка дволиста, гніздівка звичайна, коручка чемерниковидна. Загалом, даний заказник є одним з найцінніших серед ботанічних об'єктів області і потребує постійного контролю за станом лісових угруповань, а також популяцій рідкісних видів. 